# Болко I (Швидница)
Болко I (на немски: Bolko I von Schweidnitz, Bolko I von Jauer und Schweidnitz, Boleslaw III von Liegnitz; на полски: Bolko I Surowy, на чешки: Boleslav I Javorsko-Svídnický Surový; * ок. 1253, † 9 ноември 1301, Легница) е от 1278 г. херцог на Швидница и Яуер и от 1286 г. херцог на Льовенберг.

## Живот
Болко произлиза от силезийския род Пясти. Той е вторият син на Болеслав II Рогатка († 1278), херцог на Силезия и Лигниц-Глогау, и на Хедвиг († 1259), дъщеря на граф Хайнрих фон Анхалт.
През 1286 г. Болко се жени за Беатриса († 1316), дъщеря на маркграф Ото V фон Бранденбург.
Болко умира на ок. 48 години и е погребан в манастира Грюсау. След смъртта му неговият зет маркграф Херман III от Бранденбург е опекун на малолетните му деца.

## Деца
Болко и Беатриса имат децата:
- Болеслав (* 1285/90, † 30 януари 1320)
- Бернхард II († 1326)
- Хайнрих I († 1346)
- Болко II фон Мюнстерберг († 1341)
- Юдит/Юта († 1346), ∞ Стефан I от Долна Бавария
- Елизабет (1350/56), ∞ Вартислав IV от Померания-Волгаст
- Анна († 1332/34), абтеса на манастир в Стшелин
- Катарина